# Beaver Lake
Beaver Lake – jezioro episzelfowe położone na Antarktydzie Wschodniej, największe z jezior tego rodzaju.
Jezioro wyróżnia się w terenie jako płaski obszar lodu, graniczący z nierówną powierzchnią południowej części Lodowca Szelfowego Amery’ego. Zostało odkryte w 1956 roku przez członków australijskiej wyprawy antarktycznej; Australijczycy intensywnie wykorzystywali je jako lądowisko dla samolotu de Havilland Canada DHC-2 Beaver, od którego pochodzi nazwa jeziora.

## Charakterystyka
Jezioro to znajduje się na Ziemi Mac Robertsona w Oazie Amery’ego, wolnym od lodu obszarze kontynentu położonym na styku Lodowca Lamberta i Lodowca Szelfowego Amery’ego.
Już w 1958 roku australijscy polarnicy zauważyli, że Beaver Lake podlega cyklowi przypływów i odpływów, choć jest położone 250 km od Oceanu Południowego. Jezioro to posiada hydrauliczne połączenie z wodami oceanu: słodka woda jeziora unosi się nad położoną głębiej wodą morską, a lodowiec szelfowy stanowi zaporę, uniemożliwiającą jej ucieczkę. Jezioro to jest ultra-oligotroficzne, ale występują w nim organizmy żywe, m.in. karłowaty widłonóg Boeckella poppei, który oprócz oazy Amery’ego nie występuje nigdzie na Antarktydzie Wschodniej.
Jest ono zasilane przez wodę wypływającą z położonego wyżej w tej samej oazie małego, lecz głębokiego jeziora Radok Lake. W przeszłości przepływ wody był intensywny, o czym świadczy wyżłobiony przez nią głęboki wąwóz o stromych ścianach, Pagodroma Gorge.

## Obecność ludzka
W 1957 roku Australijczycy założyli letni obóz na gładkim lodzie południowej części jeziora. Powierzchnia lodu była wykorzystywana jako lądowisko zarówno przez badaczy z Australii, jak i Związku Radzieckiego, którzy zaczęli badać Góry Księcia Karola w latach 70. XX wieku. W 1982 roku radzieccy polarnicy założyli na półwyspie Jetty Peninsula letnią stację polarną Sojuz. Od stycznia 1995 roku na zachodnim brzegu jeziora działa australijski letni obóz, mogący gościć do 10 osób w sezonie od listopada do lutego. W pobliżu zainstalowano stację referencyjną GPS.